# Nezbudská Lúčka-Strečno (železniční zastávka)
Nezbudská Lúčka-Strečno je železniční zastávka (dříve stanice) v katastru obce Nezbudská Lúčka v okrese Žilina v Žilinském kraji. Zastávka se nachází v km 326,004 trati Košice–Žilina.
Na zastávce zastavují pouze osobní vlaky, ostatní místem jen projíždějí. Přístup na nástupiště je zajištěn pomocí podchodu. Obec Strečno, která leží na opačném břehu Váhu, je přístupná po mostě nebo přívozem.

## Historie
Stanice byla vybudována již při výstavbě trati v roce 1871 a až do jejího zdvoukolejnění v roce 1938 byla důležitým místem pro křižování vlaků mezi stanicemi Žilina a Vrútky. Na počátku 20. století zde byla vybudována vlečka do nedalekého asfaltového dolu, ale po ukončení těžby byla zrušena. Po zdvoukolejnění trati a s tím související změně na zastávku význam místa poklesl, ovšem díky výhodné poloze se stalo oblíbeným výchozím bodem na túry do blízkého pohoří Malá Fatra či k návštěvě hradu Strečno.

### Název zastávky
Název zastávky, který původně zněl pouze Strečno, se stal předmětem sporu. O jeho změnu poprvé zažádali v roce 1999 tehdejší představitelé Nezbudské Lúčky. Změna turisticky známého názvu byla tehdy zamítnuta. Hlavním důvodem byly vysoké finanční náklady spojené s přejmenováním.
O přejmenování na název Nezbudská Lúčka-Strečno bylo rozhodnuto na základě žádosti od Nezbudské Lúčky v prosinci 2014, načež se obec Strečno proti rozhodnutí odvolala a požadovala název Strečno-Nezbudská Lúčka. Stížnost byla přezkoumána a v srpnu 2015 padlo definitivní rozhodnutí o novém názvu v podobě Nezbudská Lúčka-Strečno, který začal platit 13. prosince téhož roku s celostátní změnou jízdních řádů.